# نقش رستم
نقش رستم مجموعه‌ای باستانی در زنگی‌آباد واقع در شمال شهرستان مرودشت استان فارس ایران است که در فاصلهٔ ۶ کیلومتری شمال تخت جمشید قرار دارد. این محوطهٔ باستانی یادمان‌هایی از ایلامیان، هخامنشیان و ساسانیان را در خود جای داده است و از حدود سال ۱۲۰۰ پیش از میلاد تا ۶۲۵ میلادی همواره مورد توجه بوده است زیرا آرامگاه چهار تن از شاهنشاهان هخامنشی، نقش برجسته‌های پرشماری از وقایع مهم دوران ساسانیان، بنای کعبه زرتشت و نقش‌برجستهٔ ویران شده‌ای از دوران ایلامیان در این مکان قرار دارند و در دورهٔ ساسانی، محوطهٔ نقش رستم از نظر دینی و ملی نیز اهمیت بسیار داشته است.
در گذشته، نام این مکان سه‌گنبدان یا دوگنبدان بوده است که در میان مردم منطقه، به نام‌های کوه حاجی‌آباد، کوه استخر یا کوه نِفِشت نیز خوانده می‌شد و احتمالاً نام نقش رستم پس از آنکه ایرانیان میان رستم، پهلوان شاهنامه و سنگ نگاره‌های شاهان ساسانی ارتباط برقرار کردند به این مکان داده شد.
کهن‌ترین نقش موجود در نقش رستم مربوط به دورهٔ ایلام است که نقش دو ایزد و ایزدبانو و شاه و ملکه را به تصویر کشیده بود اما سپس در دورهٔ ساسانی، بهرام دوم بخش‌هایی از آن را پاک کرد و نقش خود و درباریانش را به جای آن تراشید. کعبه زرتشت بنای سنگی و بُرج مانند موجود در این محوطه است که به احتمال بسیار در دورهٔ هخامنشی ساخته شده بود و کاربرد آن تاکنون مشخص نشده است؛ بر سه گوشهٔ این بنا دو کتیبه از شاپور یکم و کرتیر نوشته شده است که از نظر تاریخی ارزش بسیاری دارند. چهار آرامگاه دخمه‌ای در سینهٔ کوه رحمت کنده شده‌اند که متعلق به داریوش بزرگ، خشایارشا، اردشیر یکم و داریوش دوم هستند که همهٔ آن‌ها از ویژگی‌های یکسانی برخوردارند.
از میان پادشاهان ساسانی اردشیر بابکان نخستین کسی است که در این محوطه، سنگ نگاره‌ای تراشید. وی در حال دریافت حلقه قدرت از دست اهورامزدا به نقش کشیده شده است. پس از وی نیز شاهان ساسانی صحنه‌های تاجگذاری‌شان یا شرح نبردها و افتخاراتشان را بر سینهٔ کوه نقش کردند. اینکه اردشیر و پسرش شاپور یکم نقش‌برجسته‌هایی را در کنار نقش برجسته‌های همتایان هخامنشی خود در نقش رستم تراشیدند، احتمالاً نشان از راهبردی فرهنگی و سیاسی در پیروی از گذشته داشته است.

## نام و پیشینه
نقش رستم در شمال مرودشت و در فاصلهٔ ۶ کیلومتری از تخت جمشید بر دنبالهٔ کوهی که مردم محلی آن را حسین‌کوه می‌خوانند، واقع شده است. وقتی بر سکوی تخت جمشید قرار بگیریم، حسین‌کوه به‌خوبی دیده می‌شود که به‌صورت سه صخرهٔ بزرگ سر بر هوا کشیده است، به همین دلیل در گذشته به آن سه‌گنبدان می‌گفته‌اند. حسین‌کوه و محوطهٔ نقش رستم در میان مردم محلی به کوه حاجی‌آباد، کوه استخر یا کوه نِفِشت معروف است اما کتزیاس از آن با نام کوه دوگنبدان یاد می‌کند و می‌گوید: «کالبد پادشاهان ایران را به پارس برده، در کوه دوگنبدان به درون آرامگاه می‌گذاشتند. داریوش فرمان داد تا در کوه دوگنبدان آرامگاهی درآوردند. این کار چنان‌که خواست وی بود، انجام شد.» دیودور سیسیلی (کتاب ۱۷، بند ۷۱) نیز آرامگاه‌های نقش رستم را این‌گونه یاد کرده است که راهی برای ورود به آرامگاه‌ها نبوده و تابوت را با اسبابی به درون مقبره وارد می‌کردند.
احتمالاً سنگ‌نگاره‌های شاهان ساسانی، که یادآور جنگ‌ها و پیروزی‌های رستم، پهلوان بزرگ شاهنامه بود، باعث شد تا ایرانیان این سنگ‌تراشی‌ها را که چیرگی پهلوانان بر دشمنان را نشان می‌داد، نقش رستم بنامند. اردمان و اشمیت بر این باورند که اهمیت نقش رستم به آن حد بوده است که تصاویر سازه‌های برج‌شکل بر روی نخستین سری سکه‌های ضرب شده در تاریخ ایران (۳۰۰ تا ۱۵۰ پیش از میلاد مسیح) اشاره مستقیم به آن مکان داشته‌اند. سازه‌های پاسارگاد و نقش رستم از دیدگاه معماری نیز اهمیت دارند و سپس خود الگویی برای ساخت سازه‌هایی چون نیایشگاه نورآباد شدند.
دربارهٔ این‌که در اوایل دوره ساسانی، نام این مکان چه بوده فرضیه‌ای مطرح است که بر طبق سنگ‌نوشته شاپور بر کعبه زرتشت می‌باشد؛ دربند ۳۳ تحریرهای پهلوی اشکانی و یونانی کتیبه، طبق تقسیم‌بندی کتاب Corpus Inscriptionum Iranicarum چنین آمده است: «و نیز در اینجا در «نبوشت» آتشی به نام خسرو-شاپور نشاندیم …» که ظاهراً «نبوشت» نامی بوده است که در اوایل دوره ساسانی به این مکان نسبت داده می‌شده است و معنای آن شاید «پای کوه، پایین پُشته» باشد. 
دیوید استروناخ بر این باور است که سازه‌های هخامنشی در پاسارگاد و نقش رستم می‌توانسته‌اند تأثیر پذیرفته از هنر اورارتویی در نیایشگاه‌های برج‌شکل اورارتو باشند. اما هاید ماری کخ باورمند است که شکل آرامگاه‌های هخامنشی در نقش رستم، کاملاً ابتکاری و زاده نوآوری داریوش بزرگ بوده است.
نشانه‌ای از آنکه اردشیر بابکان اطلاعات دقیق یا آگاهی روشنی دربارهٔ هخامنشیان می‌داشت در دسترس نیست. اما این حقیقت که او و پسرش شاپور دوم نقش‌برجسته‌هایی را در کنار نقش‌برجسته‌های همتایان هخامنشی خود در نقش رستم تراشیدند، نشان از راهکردی فرهنگی و سیاسی در تقلید از گذشته داشته است.

## کاوش‌ها

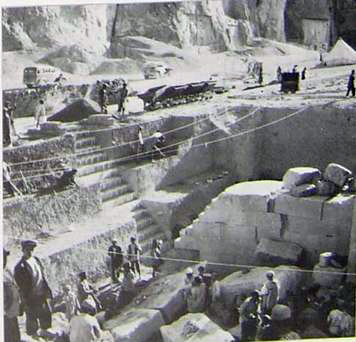
تصویری از کاوش‌های انجام‌شده توسط مؤسسه خاورشناسی دانشگاه شیکاگو در محوطهٔ نقش رستم.

نقش رستم برای نخستین بار در سال ۱۹۲۳ میلادی (۱۳۰۲ خورشیدی) توسط ارنست هرتسفلد بررسی و کاوش شد. هرتسفلد دیوارهٔ بیرونی سازه‌های دژگونهٔ ساخته شده از آجرهای گلین مربوط به دوران ساسانی را بررسی کرد و بقایای برج و باروهایی که در دورهٔ ساسانی برای محافظت از این مکان به دور آن کشیده شده بود را از خاک بیرون آورد. همچنین، این محوطه در چندین فصل در میان سال‌های ۱۹۳۶ تا ۱۹۳۹ میلادی مورد کاوش گروه مؤسسه خاورشناسی دانشگاه شیکاگو به رهبری اریک فریدریش اشمیت قرار گرفت و آثار مهمی همچون نسخهٔ پارسی میانه کتیبه شاپور و برخی از سنگ‌نگاره‌های مدفون از دورهٔ ساسانی، در خلال این کاوش‌ها یافت شدند. در کاوش‌های مرکزی، اشمیت به یک ساختمان رسید و در بخش‌های غربی بازمانده‌های دو ساختمان ساخته شده از آجرهای گلین پیدا شدند. در غرب قلهٔ کوه، یک آب‌انبار چندضلعی (با قطر ۷٫۲ متر) که از سنگ‌های خود محل ساخته شده‌بود از زیر خاک بیرون آورده شد.
دومین کتیبه ساسانی به خط «پهلوی کتابی» در محوطه تاریخی نقش رستم، پشت آرامگاه خشایارشا، توسط ابوالحسن اتابکی، زبان‌شناس و پژوهشگر آزاد، شناسایی و خوانده شد. متن این کتیبه، که در کنار یک استودان قرار دارد، با وجود آسیب‌های بسیار چنین ترجمه شده است: «این دخمک (استودان) مهرگشنسپ انوشه‌روان (است)؛ بهشت بهرش باد».

## نقش ایلامی

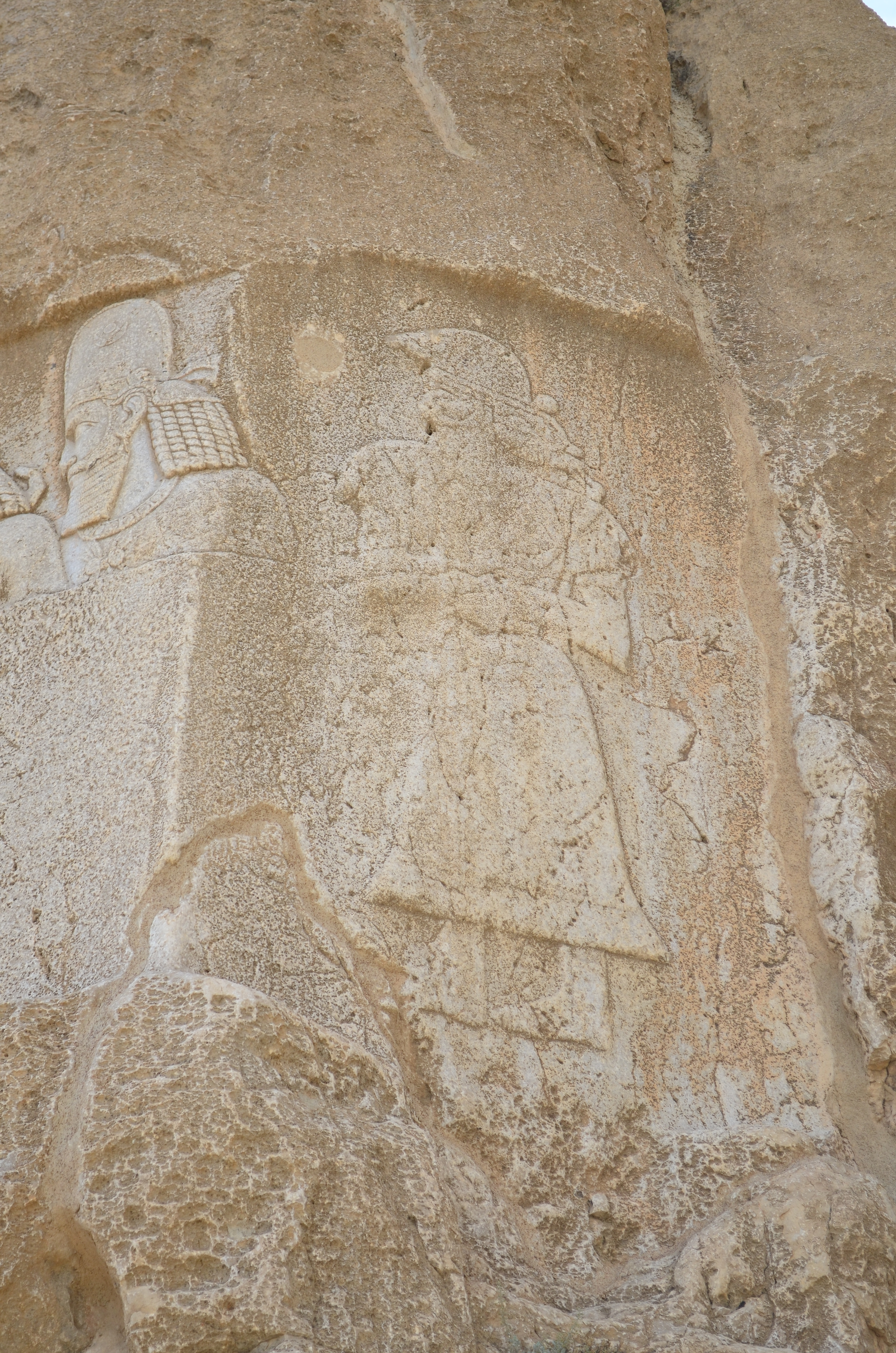
آثار به‌جامانده از نقوش ایلامی در کنار نقش بهرام دوم

کهن‌ترین نقش موجود در نقش رستم مربوط به دورهٔ ایلام است که سپس بهرام دوم آن را محو کرد و نقش خود و درباریانش را جایگزین آن نمود اما اندکی از نقش پیشین سالم مانده است و می‌توان آن را با توجه به نقش‌برجستهٔ کورنگان تا حدودی بازشناخت.
آنچه که از این نقش باقی مانده، دو ایزد و ایزدبانو را نشان می‌دهد که بر روی تختی که پایه‌های آن به‌صورت مارهای پیچیده است، نشسته‌اند و در سمت راست و چپ آن‌ها اشخاص دیگری ایستاده‌اند. در تصویر سمت راست، پیکر کامل مردی با ریش و موی بلند نقش شده که کلاه گردی به سر دارد و با یک بند، آن را بسته است و ردای بلندی به‌تن دارد. این مرد به حالت احترام دست‌هایش را به سینه گذاشته و رو به خدایی دارد که نقشش محو شده است.
در سمت چپ تصویر، اثر شخصی دیگر قابل تشخیص است که تاجی کنگره‌دار بر سر نهاده و چهرهٔ ظریف و بی‌ریشی دارد که زن بودن وی را نشان می‌دهد. این‌دو شخص را شاه و ملکه می‌دانند که در پیشگاه ایزد و ایزدبانو در حال نیایش بوده‌اند؛ از نقش ایزد و ایزدبانو اثرات اندکی به‌جای مانده، اما قابل تشخیص نیست.
دربارهٔ پیشینه و تاریخ این نقش، عقاید مختلفی وجود دارد؛ ارنست هرتسفلد و هایدماری کخ قدمت آن را مربوط به ۴۰۰۰ سال پیش می‌دانند اما شاپور شهبازی معتقد است که شکل کلاه پادشاه و تاج ملکه، همانند نقوشی هستند که تاریخشان حدود ۸۰۰ تا ۶۰۰ سال پیش از میلاد است و از سوی دیگر، تخت ایزد و ایزدبانو که به شکل مار است، همانند نقش‌برجستهٔ کورنگان به حدود ۱۲۰۰ سال پیش از میلاد بازمی‌گردد؛ بنابراین نگاره‌های ایلامی نقش رستم در دو دورهٔ متفاوت کنده‌کاری شده‌اند. عیسی بهنام هم تاریخ این نقوش را حدود ۱۲۰۰ پیش از میلاد می‌داند.

## کعبه زرتشت

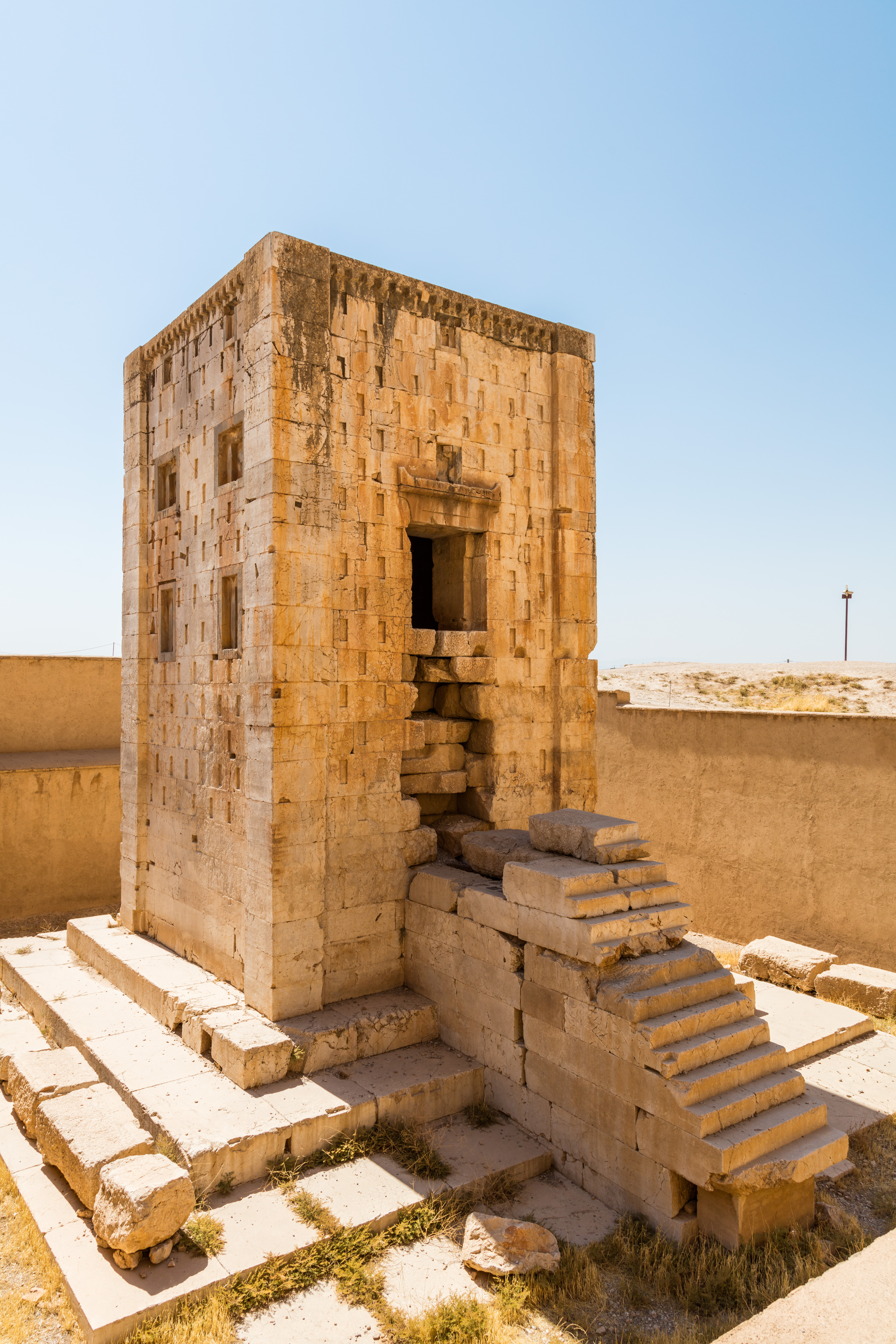
کعبهٔ زرتشت

کعبهٔ زرتشت نام بنای سنگی چهارگوش و پله‌داری‌ست که فاصلهٔ آن تا کوه، ۴۶ متر است و دقیقاً روبه‌روی آرامگاه داریوش دوم قرار دارد. جنس مصالح این بنا از سنگ آهک سفید و بلندی آن با احتساب پله‌های سه‌گانه به ۱۴٫۱۲ متر می‌رسد و تنها یک در ورودی دارد که ۱٫۷۵ متر بلندی و ۸۷ سانتی‌متر پهنا دارد و دری دو لنگه‌ای و بسیار سنگین داشته است و جای پاشنه‌های پایینی و بالایی هر لنگه در سنگ کنده شده و به‌خوبی معلوم است. این درگاه به وسیلهٔ پلکانی سی پله‌ای از جنس سنگ به درون اتاقک آن راه می‌یابد. این بنا در دورهٔ هخامنشی ساخته شده و از نام آن در آن دوران اطلاعی در دست نیست اما در دورهٔ ساسانی به آن بُن خانک گفته می‌شده و اصطلاح کعبهٔ زرتشت در دوران اخیر و از حدود قرن چهاردهم میلادی به این بنا گفته شده است.
کاربرد بنای کعبهٔ زرتشت همواره مورد مناقشهٔ باستان‌شناسان و پژوهشگران بوده است و دیدگاه‌ها و تفسیرهای گوناگونی دربارهٔ کاربرد آن ذکر شده است اما چیزی که تفسیر آن را دشوارتر هم می‌کند، وجود بنای مشابهی در پاسارگاد است که هر احتمالی را باید با شرایط آن نیز سنجید و تفسیر مشابهی برای هردو در نظر گرفت. برخی از باستان‌شناسان این بنا را آرامگاه دانسته‌اند و برخی دیگر مانند رومن گیرشمن و اشمیت، گفته‌اند که کعبهٔ زرتشت آتشگاهی بوده است که آتش مقدس را در درون آن قرار می‌داده‌اند و در هنگام انجام تشریفات مذهبی از آن استفاده می‌کرده‌اند. گروهی دیگر از جمله هنری راولینسون و والتر هنینگ باورمندند که این بنا گنج‌خانه و محل نگهداری اسناد دینی و اوستا بوده است. گروه اندکی هم این بنا را پرستشگاه آناهیتا می‌دانند و باور دارند که مجسمهٔ این ایزدبانو در کعبهٔ زرتشت نگهداری می‌شده است. شاپور شهبازی بر آن است کعبهٔ زرتشت یک آرامگاه هخامنشی بوده است که در دورهٔ ساسانی از آن به‌عنوان مکانی همانند گنج‌خانهٔ اسناد دینی استفاده کرده‌اند.
بر بدنهٔ شمالی، جنوبی و خاوری این برج، سه کتیبه به سه زبان پهلوی ساسانی، پهلوی اشکانی و یونانی در دورهٔ ساسانیان نوشته شده است. که یکی به شاپور یکم ساسانی و دیگری به موبد کرتیر تعلق دارند و چنان‌که والتر هنینگ گفته است، «این کتیبه‌ها مهم‌ترین سند تاریخی از دورهٔ ساسانی می‌باشند.» ساختمان کعبهٔ زرتشت از دید تناسب اندازه‌ها، خطوط و زیبایی خارجی، بنای زیبایی است که از نظر اصول معماری نمی‌تواند مورد ایراد قرار گیرد.

## آرامگاه‌های شاهان هخامنشی
شاهان هخامنشی پس از داریوش بزرگ، آرامگاه‌هایشان را بر دیواره‌های کوه مهر ساخته‌اند که به ترتیب زمانی، متعلق به داریوش بزرگ، خشایارشا، اردشیر یکم و داریوش دوم هستند. ریچارد فرای می‌نویسد که این آرامگاه‌ها باید در دل سنگ‌های کوه ساخته می‌شدند تا از آلوده‌شدن خاک زمین بر اثر برخورد با جسد انسان جلوگیری شود.
با آنکه روش سنگ‌تراشی سازندگان بنا برگرفته از تمدن اورارتویی است، پیکره و گسترهٔ نمای بیرونی آرامگاه‌های هخامنشی و ویژگی‌های درونی آن‌ها، حاصل نوآوری و خلاقیت داریوش بزرگ بوده و هیچ نمونهٔ همانندی برای آن در خاور نزدیک، مصر، یا یونان پیدا نشده است. تنها چند گور صخره‌ای در شمال غربی ایران و کردستان عراق یافت شده که مدت‌ها به عنوان گور مادی و الگوی کار داریوش پنداشته می‌شد اما اینک روشن شده است که این آرامگاه‌ها، برگرفته از آرامگاه داریوش بوده‌اند. داریوش و جانشینانش آرامگاه‌های در سنگ کنده‌شده فراهم می‌آوردند و پس از آن‌ها، در دوره‌های آینده نیز این روش کمابیش به صورت‌های گوناگون رواج پیدا کرد و تا زمان آل بویه (سدهٔ دهم میلادی) ادامه یافت، چنان‌که آرامگاه‌های پادشاهان آل بویه در کوه‌های اطراف ری، نزدیک تهران هم از این دست آرامگاه‌های در سنگ درآورده شده‌اند.

### آرامگاه داریوش بزرگ

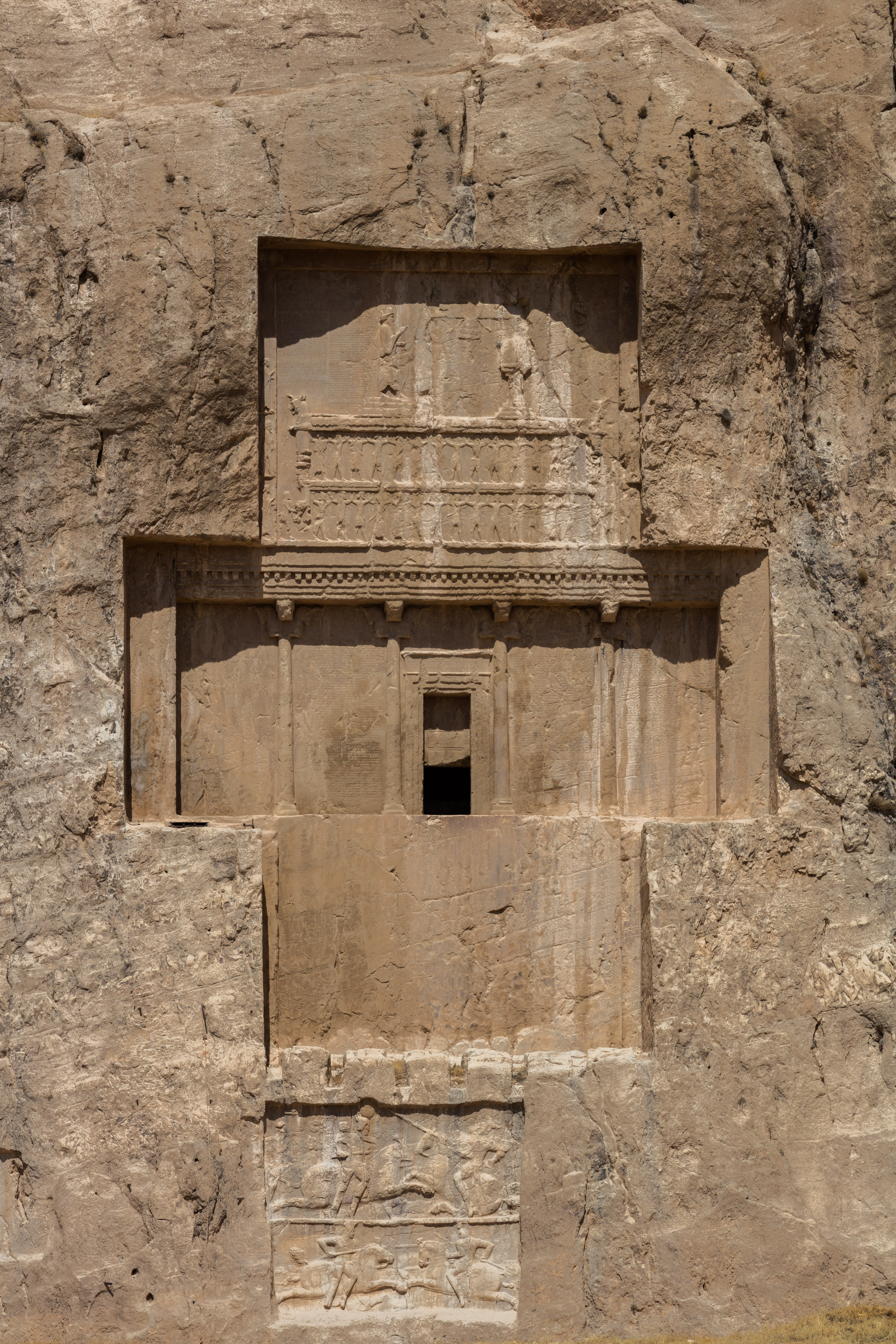
آرامگاه داریوش بزرگ

آرامگاه داریوش بزرگ در بلندای ۲۶ متری از تراز زمین جای گرفته است و سنگ‌نبشته‌ای در این مزار، تعلق گورگاه را به داریوش یکم ثابت می‌کند داریوش بزرگ در اکتبر ۴۸۶ پیش از میلاد درگذشت و در این آرامگاه که در دل کوهی سنگی تراشیده بود جای گرفت. وی در سال ۵۲۲ پیش از میلاد به تخت نشست و پس از ۳۶ سال پادشاهی و در سن ۶۴ سالگی، به مرگ طبیعی درگذشت.
گویا داریوش ساخت آرامگاه خود را همزمان با ساخت کاخ آپادانای شوش و تخت جمشید در سال ۵۱۹ پیش از میلاد آغاز کرده و ساخت آن روزگاری پیش از مرگش پایان یافته‌بود. پیکره و گسترهٔ نمای بیرونی آرامگاه و ویژگی‌های درونی آن، همگی ابتکاری و سراسر نوآوری است.
نمای بیرونی آرامگاه که در صخره‌ای به بلندای ۶۰ متر کنده شده همانند چلیپایی است با بلندای ۲۲ متر که پهنای هر یک از بازوان آن، ۱۰٫۹۰ متر است. در بخش بالایی آرامگاه، داریوش بر اورنگی که مردم سرزمین‌های گوناگون بر دوش دارند، ایستاده و نماد فروهر بر فراز او و آتشدان شاهی در برابرش کنده‌کاری شده‌اند. درون آرامگاه ۹ گور وجود دارد که نشان می‌دهد افزون بر داریوش، نزدیکان وی نیز در آنجا آرمیده‌اند، اما هیچ نشانه و مدرکی برای انتساب ۹ گور درون آرامگاه به افراد مشخصی، در دست نیست. حتی در خود تابوت‌ها هم چندان اختلاف و مزیتی دیده نمی‌شود، که بتوان یکی از آن‌ها را تابوت داریوش انگاشت. با این حال باستان‌شناسانی چون اشمیت حدس می‌زنند که شهبانو آتوسا، مادر خشایارشا و کسی که هرودوت او را «قدرقدرت» می‌خواند، از جمله کسانی بوده است که با شاه در آرامگاه گذاشته شدند. بخش بیرونی آرامگاه دارای دو سنگ نبشته به زبان‌های فارسی باستان، ایلامی و اکدی است که آوا و گفتاری مانند وصیت‌نامه و اندرزنامه دارد.

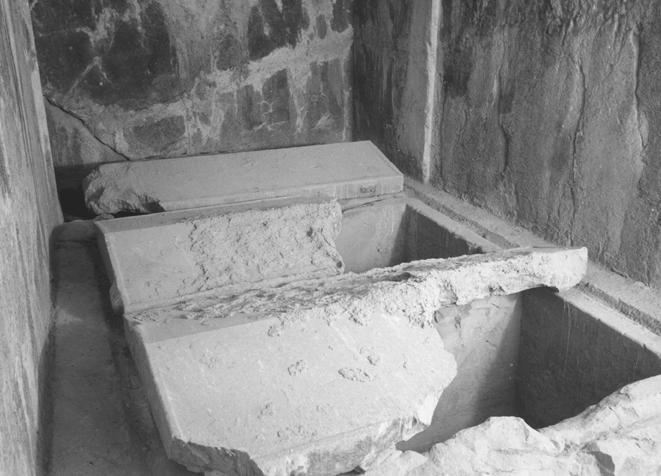
یکی از سه گور اندرونی آرامگاه داریوش بزرگ.

شاخهٔ بالایی آرامگاه، نگارهٔ اورنگی را نشان می‌دهد که پایه‌های آن مانند پنجه‌های شیر ساخته شده و بیست‌وهشت نفر در دو ردیف چهارده‌تایی آن را بر روی دست گرفته و دو نفر هم سر و ته آن را در دست دارند. داریوش در جامهٔ پارسی و با کمانی در دست چپ، بر روی سکویی سه‌پله‌ای ایستاده و دست راستش را به سوی آتشدان، تا نیمه بالا آورده و بالای سرش نماد فروهر جای دارد و در گوشهٔ راست، دایرهٔ کاملی که هلالی در درون دارد، دیده می‌شود. در دو سوی داریوش، چند شخص دیگر نیز کشیده شده‌اند که یاران و نزدیکان وی بوده‌اند. از آنجا که هر دو دست راست اهورامزدا و داریوش در همهٔ جزئیات همانند هم تراشیده شده‌اند، این نقش اشاره به ارتباط مستقیم شاه با پروردگاری دارد که مشیت و خواستش بر اعمال شاه تأثیر فراوان داشته است.
بخش میانی نمای بیرونی آرامگاه با چهار ستون به فاصلهٔ ۳٫۱۵ متر و سرستون‌های کله‌گاوی، سقف افقی ایوان را که چهار تیرک دارد بردوش گرفته و در وسط، دری به درون آرامگاه باز شده است. و چنان‌که اشمیت متوجه شده، کاخ منقوش بر جبههٔ میانی آرامگاه در بیشتر خصوصیات همانند کاخ تچر است و همان را هم پادشاهان دیگر تقلید کرده‌اند. این بخش از آرامگاه به راهرویی وارد می‌شود و درون آن سه اتاقک وجود دارد که هرکدام دارای سه گور صندوق‌مانند می‌باشند.
شاخهٔ پایینی صلیب، بی‌نقش است و برای ایجاد دشواری در صعود، صیقل خورده است و در زیر آرامگاه داریوش، دو نقش از بهرام دوم شاه ساسانی وجود دارد.

#### سنگ‌نوشته‌های آرامگاه

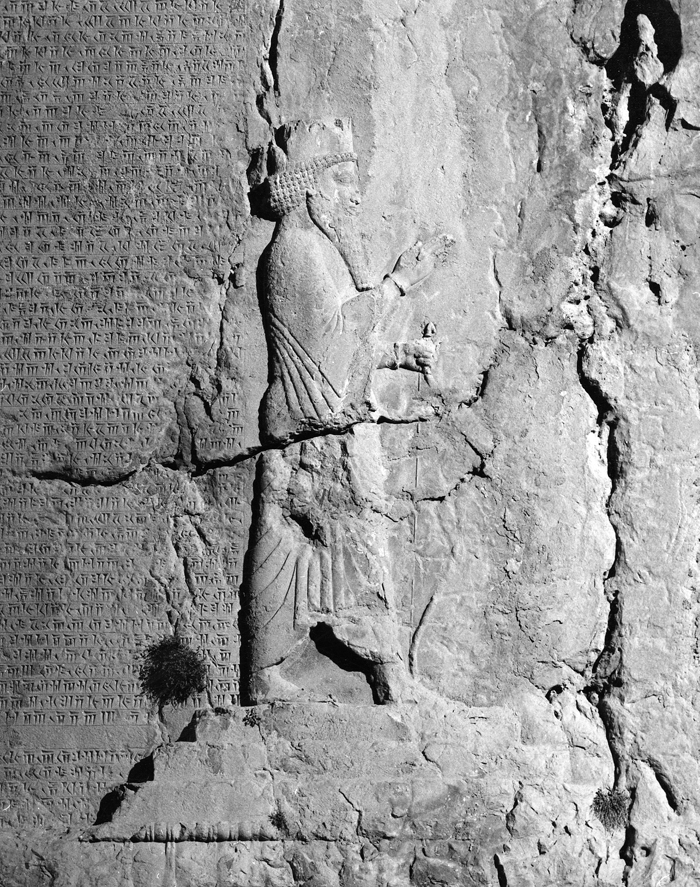
نقش داریوش بزرگ و سنگ‌نوشته DNa

داریوش در مقام فرمانروایی جهانی، در بالا و کنار دیوارهٔ بیرونی آرامگاه خود با دو نبشتهٔ بزرگ که هریک به سه زبان فارسی باستان، ایلامی و اکدی نوشته شده، وصیتی معنوی از خود برجای گذاشته که در تاریخ خاورمیانه بی‌نظیر است. نخستین نبشته در بخش بالایی است و به DNa مشهور است و دومی بر کنار درگاه ورودی آرامگاه کنده شده و به‌نام DNb معروف می‌باشد. هردو متن جنبهٔ شاعرانه دارند و تجلی مؤثری از شخصیت و نبوغ داریوش‌اند و خصوصیات وی را به نیکی روشن می‌سازند. او نبشته‌اش را به دو بخش تقسیم کرده است: یکی (DNa) که نبشته‌ای عام و بیطرفانه است، و دیگری (DNb) که نوشته‌ای شخصی است. در زمان سلوکیان، سنگ‌نبشته‌ای به زبان آرامی در زیر نوشتار ایلامی نبشته DNb افزوده شد؛ با آنکه اطلاعات چندانی از نوشته‌های این سنگ‌نبشته در دست نیست، هنینگ وجود خوانده شدن سلوکوس در آن را تعبیر بر آن می‌کند که این نبشته می‌بایست در زمان سلوکوس نیکاتور (۲۸۰–۳۲۰ پ. م) یا پسرش آنتیوخوس (۲۶۱–۲۸۰ پ. م) تراشیده شده باشد.

### آرامگاه خشایارشا
خشایارشا در اکتبر ۴۶۵ پیش از میلاد توسط یک خواجه به نام میترا یا اسپنت میترا و رئیس گارد سلطنتی به نام اردوان که با یکدیگر همدست شده‌بودند، در خوابگاه خویش کشته شد آرامگاه خشایارشا در فاصلهٔ ۱۰۰ متری شرق و شمال‌شرقی آرامگاه داریوش بزرگ و به شکل صلیب تراشیده شده است. در بخش بالایی صلیب، نماد فروهر و ماه نقش شده و در پایین آن، خشایارشا در حالی که دستش را به سوی فروهر و آتشدانی که روبه‌رویش قرار دارد دراز کرده، به تصویر کشیده شده است. در زیر پای شاه، اورنگی قرار دارد که مردم سرزمین‌های گوناگون آن را بر دوش گرفته‌اند. این‌ها شامل مردمانی از شرقی‌ترین بخش‌های قلمرو پادشاهی در هند و سغد تا غربی‌ترین آن‌ها در مصر و لیبی می‌شوند.
دهلیز و ورودی آرامگاه ۳ متر در ۶٫۶۰ متر است و تنها یک اتاقک دارد که درست روبه‌روی درگاه ورودی است و در آن سه گور کنده شده است. مشخص نیست که چه کسانی با خشایارشا در این گورها دفن شده‌اند. این گورها بسیار ساده‌تر از گورهای ساخته شده در آرامگاه داریوش بزرگ هستند و احتمال دارد که گور میانی، که دارای دری به نسبت بزرگتر از در گورهای دیگر است، متعلق به شهبانو آمستریس، دختر هوتن بوده باشد. دربارهٔ گور سوم تنها می‌توان حدس زد که برای ولی‌عهد، در صورتی که پیش از شاه در می‌گذشت درست شده بود.
به دلایل گوناگونی می‌توان انتساب این آرامگاه به خشایارشا را اثبات کرد که مهم‌ترین‌شان این است که، آرامگاه را در سینهٔ صخره‌ای عمودی کنده‌اند که وقت چندانی برای تراشیدنش لازم نبوده، در حالی که آرامگاه‌های طرف چپ آرامگاه داریوش را در صخره‌های شیب‌دار و برجسته تراشیده‌اند که وقت بیشتری می‌خواسته و معلوم است که آنکه جای بهتر را برگزیده، لابد زودتر دست به کار شده است.

### آرامگاه اردشیر یکم
آرامگاه اردشیر یکم در فاصلهٔ ۳۷ متری سمت چپ آرامگاه داریوش بزرگ و به شکل صلیبی به ارتفاع ۲۲ متر، تراشیده شده است. ویژگی‌ها و نمای عمومی آرامگاه، همچون آرامگاه داریوش و خشایارشا است اما درون آرامگاه به تقلید از آرامگاه داریوش کنده شده و سه اتاقک دارد، اما تفاوت‌های عمده‌ای آشکار است. بی‌دقتی و عدم مهارت سنگ‌تراشان چنان بوده که دهلیز به صورت مستطیلی بی‌قواره و کم‌ارتفاع درآمده است و به هیچ وجه موازی با جبههٔ آرامگاه نیست، بلکه گوشهٔ جنوب شرقی‌اش تنها چند سانتیمتر با دیوار جبهه فاصله دارد، در حالی که گوشهٔ شمال غربی‌اش بسیار در کوه پیش رفته است. اتاقک‌ها را هم بدون دقت و کمی کج و ناراست ساخته‌اند و در هرکدام تنها یک گور کنده‌اند. علت انتساب این آرامگاه به اردشیر یکم آن است که ریزه‌کارها و ویژگی‌های دورهٔ داریوش بزرگ و خشایارشا را ندارد و باید پس از دورهٔ خشایارشا باشد. در زیر آرامگاه اردشیر، سنگ‌نگاره نبرد هرمز دوم قرار دارد.
شواهدی چند، دال بر آن هستند که گور روبروی ورودی برای پادشاه ساخته شده بود و احتمالاً این گور پیشتر از دو گور دیگر درون آرامگاه به پایان رسیده است زیرا موقعیتی مرکزی و برتر دارد و در ساختش دقت بیشتری نسبت به دو گور دیگر انجام گرفته است و حجم بزرگتری دارد. گور دوم به گمان بسیار برای شهبانو داماسپیا بود، کسی که بنا به گفتهٔ کتزیاس در همان روزی که اردشیر یکم فوت کرد، از این جهان رفت. گور سوم نیز برای جانشین منتخب شاه، در صورتی که به مرگی زودرس در می‌گذشت، ساخته شده بود.
نقش فروهر در بالای سر شاه بر روی ورودی آرامگاه ساده است و اندکی مخدوش؛ به جای حلقه‌های آراستهٔ دوتایی که در آرامگاه‌های داریوش بزرگ و خشایارشا به دور بدن فروهر کشیده شده‌اند، نقش آرامگاه اردشیر یکم حلقه‌ای پهن و صاف به دور خود دارد که به نظر می‌رسد روی تصویر فروهر قرار دارد و تنها آستین‌های جامه در دست چپ بدن او بر روی حلقه قرار گرفته‌اند.

### آرامگاه داریوش دوم

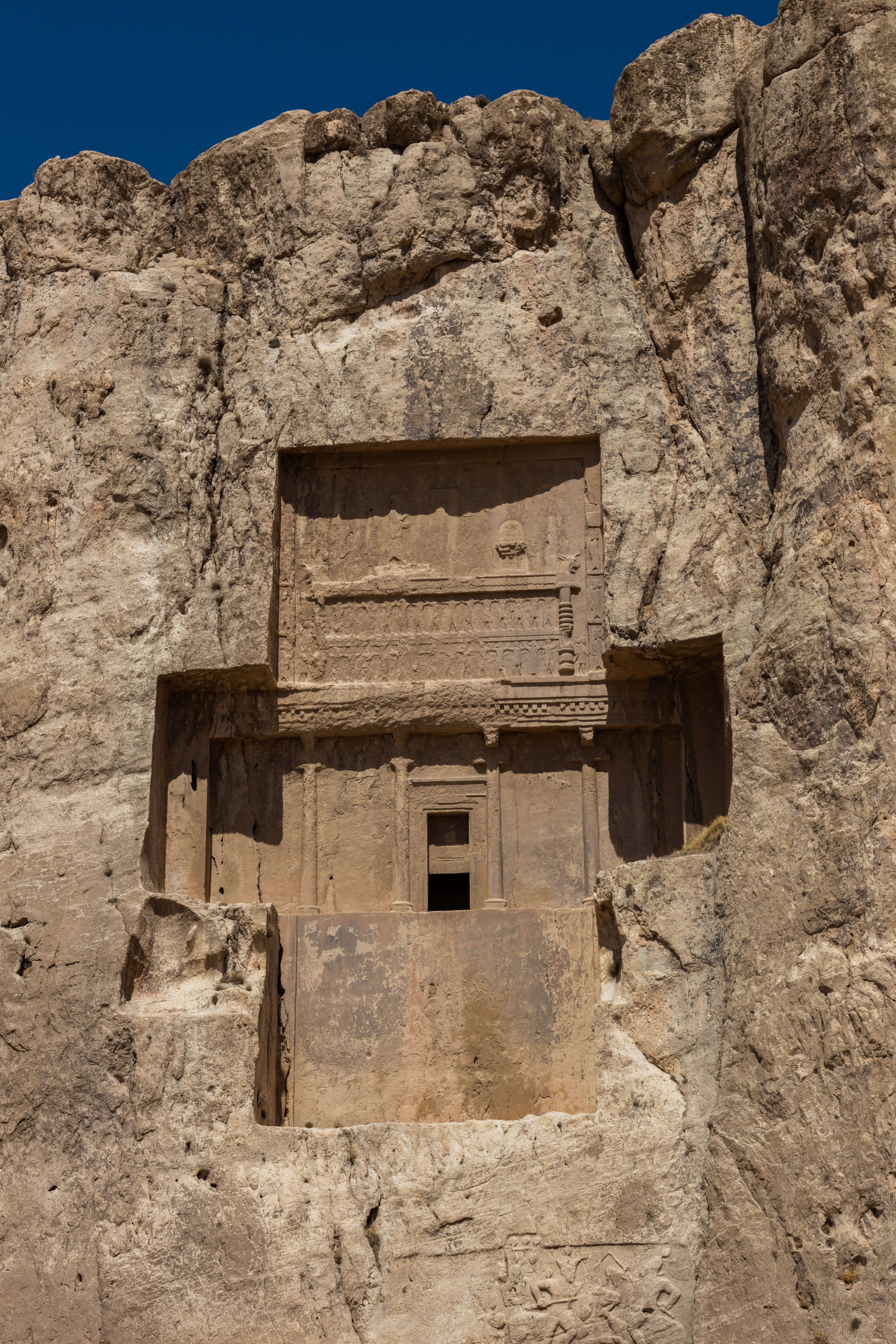
آرامگاه داریوش دوم و سنگ‌نگاره نبرد شاپور دوم.

آرامگاه داریوش دوم در فاصلهٔ ۳۳ متری سمت جنوب‌غربی آرامگاه اردشیر یکم و به شکل صلیب کنده شده و نمای عمومی آن، همچون دیگر آرامگاه‌های نقش رستم است. این آرامگاه، دقیقاً روبه‌روی بنای موسوم به کعبه زرتشت قرار دارد که ۴۵ متر دورتر از آن برپای است اما این موقعیت از روی عمد انتخاب نشده بوده، زیرا فاصلهٔ میان آرامگاه داریوش بزرگ و آرامگاه اردشیر یکم ۳۷ متر است و همین فاصله در انتخاب آرامگاه بعدی نیز رعایت شده است، در نتیجه قرار گرفتن بنای کعبهٔ زرتشت در جلوی آرامگاه، عمدی نبوده است.
نمای بنا از بیرون به شکل معمول آن در دیگر آرامگاه‌ها ساخته شده اما چهرهٔ شاه به سختی آسیب دیده و امکان مقایسهٔ آن با چهرهٔ دیگر شاهان وجود ندارد. حلقهٔ دور بدن تصویر اهورامزدا در جلوی شاه همانند آرامگاه اردشیر یکم صاف و بی‌زرق و برق است، دو بال اهورامزدا اما برخلاف نقش‌های سه آرامگاه پیشین خطوط عمودی بیشتری دارند گویی که خطوط افقی در زیر این خطوط عمودی قرار گرفته‌اند. دیگر جزئیات نما کمابیش همانند دیگر آرامگاه‌های ذکر شده هستند.
درون آرامگاه تقریباً شبیه آرامگاه اردشیر یکم است، دهلیز بدون دقت و با محور کج (ناموازی با نمای آرامگاه) کنده شده و تقریباً حالت مثلثی دارد، که ارتفاع آن به ۲٫۸۰ متر می‌رسد. سه اتاقک آرامگاه با دقت بیشتری تراشیده شده و به‌صورت مستطیل‌اند و هرکدام دارای یک گور است. گور میانی بی‌گمان برای شاه طراحی شده بوده و یکی دیگر از گورها متعلق به شهبانو پریزاتس بوده است. با این حال، اینکه گور سوم برای چه کسی ساخته شده بوده، مشخص نیست.
در بخش پایین این آرامگاه، سنگ‌نگاره نبرد شاپور دوم در دورهٔ ساسانیان کنده شده است. علت انتساب این آرامگاه به داریوش دوم آن است که پس از آرامگاه اردشیر قرار دارد و خصوصیات آن را تکرار کرده، بنابراین از لحاظ تاریخی هم باید پس از آن باشد.

## آثار ساسانی
نقش رستم از زمان‌های گذشته جایگاه مذهبی و مقدس به‌شمار می‌رفته است، چنان‌که یک نقش مذهبی از دورهٔ ایلام در این کوه تراشیده شده و در دورهٔ هخامنشیان بازهم جایگاه مقدسی بوده و به همین جهت آرامگاه‌های برخی از شاهان هخامنشی در این مکان قرار دارد. این محوطه در دورهٔ ساسانیان باز به همان حالت تقدس باقی ماند و شاهان ساسانی صحنه‌های تاجگذاری و جنگ‌ها و افتخارات خود را در دامنهٔ این کوه تراشیدند.

### اهورامزدا و اردشیربابکان

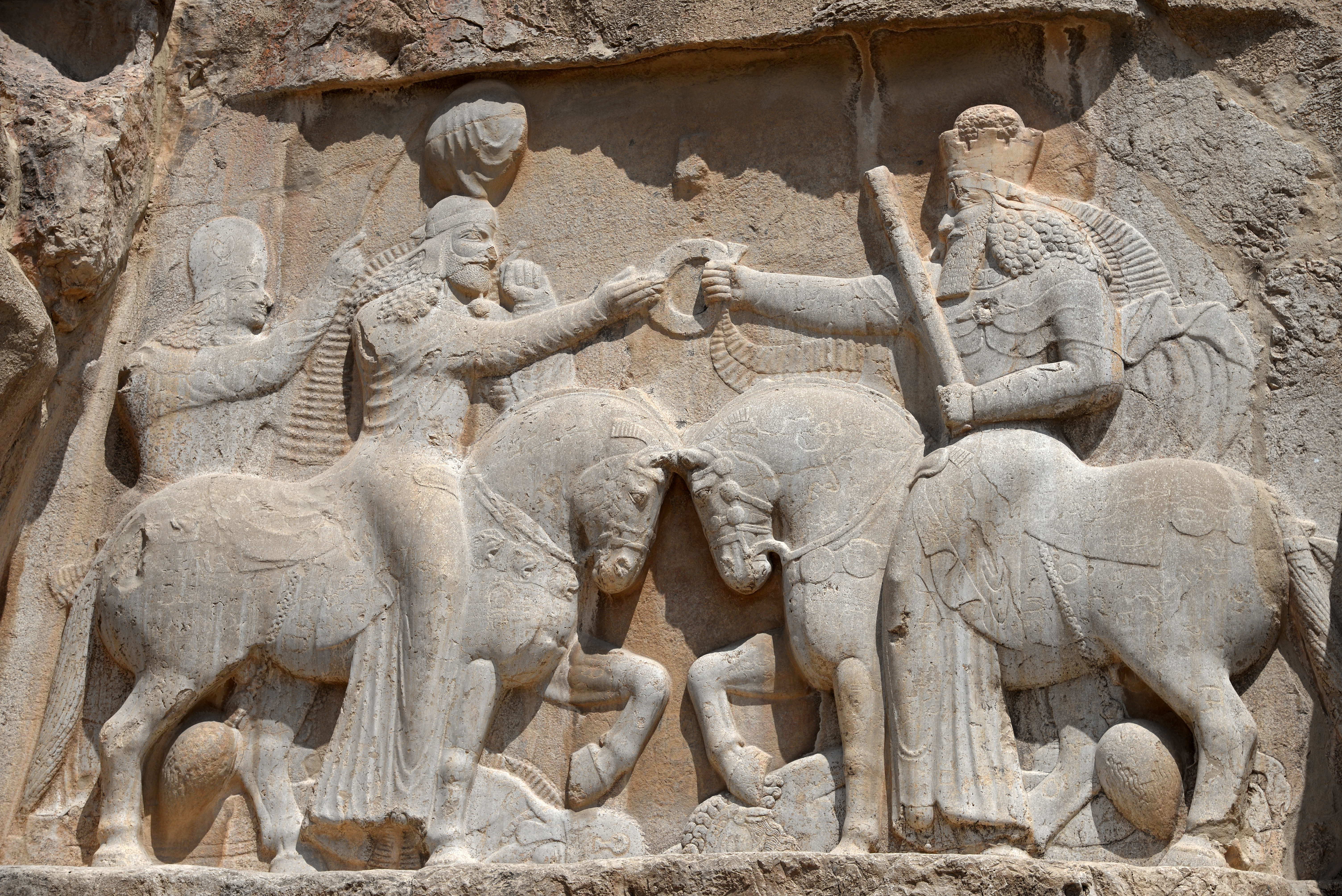
سنگ‌نگاره اهورامزدا و اردشیر بابکان

سنگ‌نگاره اهورامزدا و اردشیر بابکان یکی از زیباترین و سالم‌ترین نقش‌های بازمانده از دورهٔ ساسانی است و یکی از نخستین تصاویر انسان‌دیسی از اهورامزدا را به نمایش می‌گذارد. این نقش در گوشهٔ شرقی محوطهٔ نقش رستم، بر سینهٔ صخره‌ای تراشیده شده که ۲ متر از سطح زمین، فاصله دارد و دارای ۶٫۶۵ متر پهنا و ۲٫۴۰ متر بلندا است. در این نقش، اردشیر بابکان در سوی چپ مجلس، سوار بر اسبی کنده‌کاری شده و روبه‌روی او اهورامزدا که او نیز سوار است و از نیم‌رخ نقش شده، قرار دارد. برای تأکید بر بزرگی و عظمت اهورامزدا و اردشیر، اندازهٔ اسب‌ها بسیار کوچکتر از آن‌ها و حالت طبیعی ساخته شده بود.
در زیر پای اسب اردشیر، پیکر اردوان پنجم آخرین شاه اشکانی نقش شده و نقش قرینهٔ آن، اهریمن است که در زیر پای اسب اهورامزدا به تصویر کشیده شده است و در واقع، زیر پاهای اسبان، پیکره‌های برزمین افتادهٔ دشمنان شاه و اهورامزدا قرار دارند. در این نقش پیروزی اردشیر بر اردوان همپایهٔ پیروزی اهورامزدا بر اهریمن جلوه‌گر شده است.
اهورامزدا دست راستش را به سوی اردشیر دراز کرده و دیهیم یا حلقه‌ای را که از گل است و نوارهایی به آن آویخته شده را به شاهنشاه اهدا می‌کند.
در نمادشناسی ایرانی، دیهیم نمادی از فره یا توفیق ایزدی و آسمانی است که از سوی خدا به شاه و خانواده‌اش داده می‌شد. اهورامزدا در دست چپش شاخه‌های برسم یا عصایی که شاید عصای سلطنت باشد را نگه داشته است.
بر روی پوشش اسب اردشیر در زیر گردن و روی سینه، آویزی با سه دایره مزین به تصویر سر شیر قرار دارد. در زیر این آویز، نوشته‌ای به سه زبان پهلوی اشکانی، پهلوی ساسانی و یونانی وجود دارد که ترجمهٔ آن چنین است:
«این است پیکر مزداپرست، خداوندگار اردشیر، شاه شاهان ایران، که نژاد از ایزدان دارد، پسر خداوندگار بابک، شاه.» و بر روی اسب اهورامزدا نیز کتیبه‌ای سه زبانه وجود دارد که اهورامزدا را چنین معرفی می‌کند: «این است پیکر خداوند اهورامزدا.»
چنین می‌نماید که اردشیر در این نقش‌برجسته، بیشتر به مفهوم الوهیت خود و خاستگاه ایزدی دودمانش می‌اندیشید و در پی آن بود که نه‌تنها خود را جاودان سازد، بلکه موقعیت کسانی که می‌بایست از وی فرمان ببرند را نیز تقویت کند و به آن جنبهٔ قانونی ببخشد.

### پیروزی شاپور بر امپراتوران روم

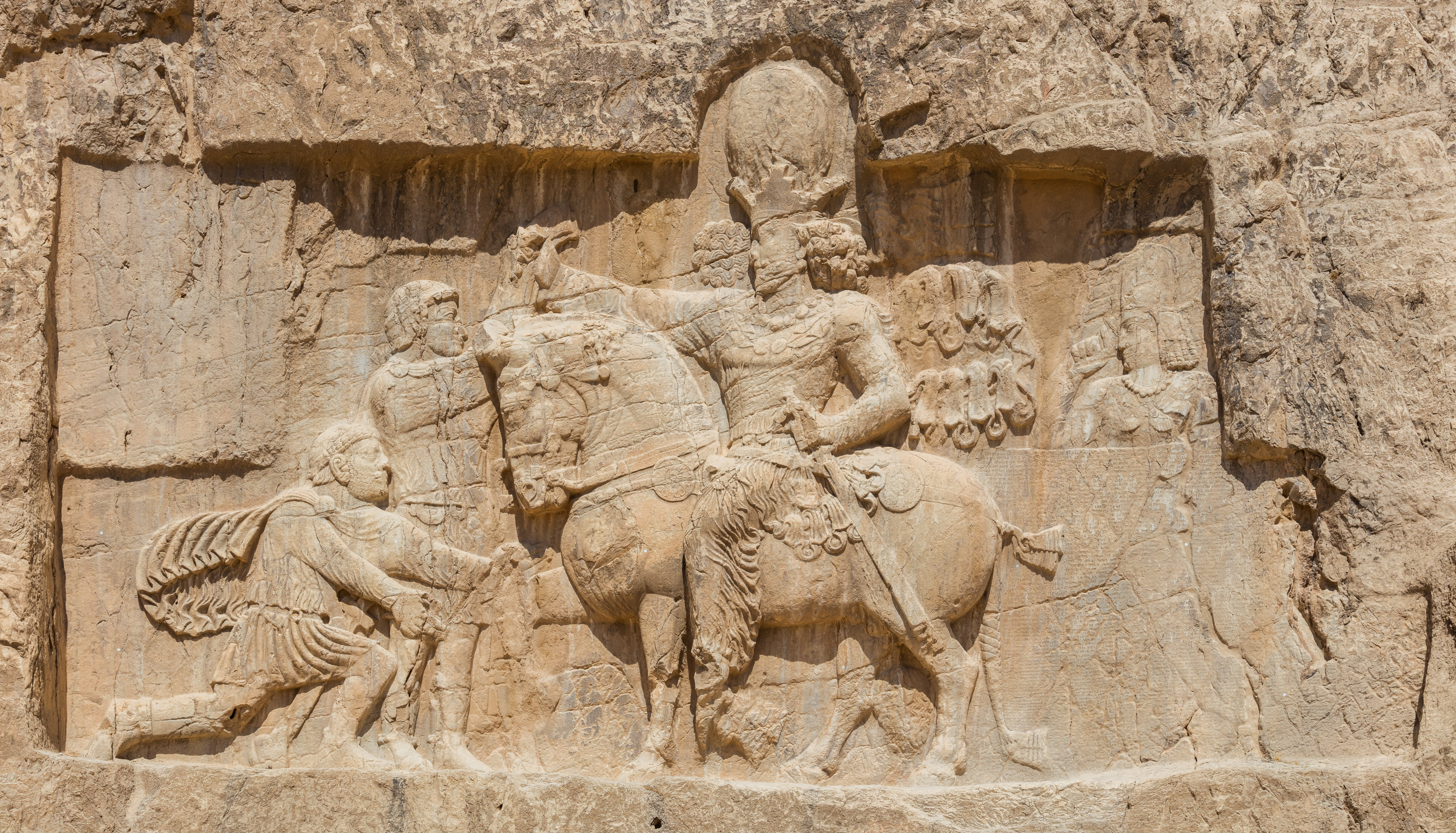
نگاره‌ای از سنگ‌نگاره پیروزی شاپور بر امپراتوران روم که در محوطهٔ نقش رستم و در نزدیکی آرامگاه داریوش بزرگ بر سینهٔ صخره‌ای تراشیده شده است. سنگ‌نگاره، پیروزی شاپور یکم بر والرین و فیلیپ عرب را به‌تصویر کشیده است.

سنگ‌نگاره پیروزی شاپور بر امپراتوران روم، در ده متری شرق آرامگاه داریوش بزرگ قرار گرفته و حدود ۱۱ متر طول و ۵ متر عرض دارد. این سنگ‌نگاره یادگار فتحی است که ایرانیان در شهر رها کردند و سپاه روم را درهم شکستند و صحنهٔ اسارت والرین و فیلیپ عرب را نشان می‌دهد که به دستور شاپور یکم در حدود سال ۲۶۲ میلادی تراشیده شده است. این نقش سه‌برابر اندازهٔ طبیعی است و از حیث دقت در جزئیات و ظریف‌کاری یکی از بهترین نقش‌های دورهٔ ساسانی است و مشخص است که از روی طبیعت ساخته شده زیرا حتی لباس والرین درست مطابق جامه‌های رومی‌های آن زمان است.
شاپور بر اسب بسیار زیبایی سوار است و تاج بزرگ کروی که به صورت بسیار برجسته کنده‌کاری شده است بر سر دارد که در سکه‌های او هم هست و نوارهایی از پشت سرش آویزان است و نیز بالاپوشی در پشت سر او هست و شلوار گشادی دارد. دست چپ پادشاه بر شمشیری، تکیه داده شده و با دست راست، مچ در آستین نهفتهٔ یک رومی بر پای ایستاده را گرفته است.
اسب شاپور زین و برگ آراسته دارد و دمش گره خورده، نوار بلند و پرچین و شکنی از آن آویخته است. اسب اندازه‌ای تقریباً طبیعی دارد و دست راست را خم کرده و حالت درنگ به خود گرفته است. پیش روی اسب، مردی در جامهٔ رومی زانوی چپ را بر زمین نهاده است و زانوی راست را خم ساخته و دست‌ها را به حالت التماس به جانب شاهنشاه دراز کرده است؛ این شخص میان‌سال است و ریش کوتاه و مجعدی دارد و جامه‌اش ردای امپراتوری رومی (توگا) می‌باشد و بر سرش تاجی از برگ درخت غار، که امپراطوران بر سر می‌نهادند و به مشابه دیهیم امپراتوری می‌باشد، دیده می‌شود. او شمشیر نیام شده‌ای به کمر آویخته که دسته‌اش حالت صلیب دارد.
کنار این رومی زانو زده، یک نفر دیگر ایستاده که رو به شاهنشاه دارد و بی‌ریش است. اما دیهیمی از برگ غار بر سر دارد و نوار کوچکی پشت سرش افشان شده و شمشیری از کمر آویخته است و دستش در آستین سردوخته مخفی گردیده و مچ چپش را شاپور گرفته است. هر دوی این افراد، رومی هستند و از ردای امپراتوری و تاج برگ غار آن‌ها پیداست که امپراتور می‌باشند؛ اما در مورد هویت آن‌ها بحث بسیار شده است. تا سال ۱۹۵۴ همه می‌گفتند آنکه زانو زده، والرین است که از شاه امان می‌خواهد و آنکه ایستاده، کردیاس نامی از اهل سوریه است که گفته‌اند شاپور او را به امپراتوری برنشانید.

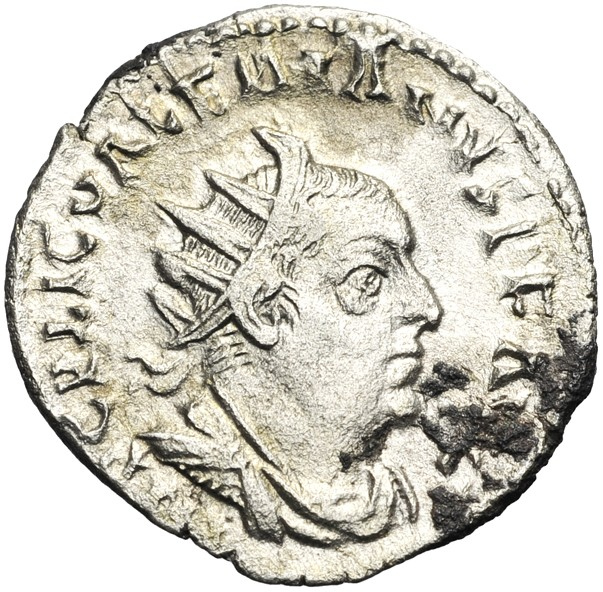
تصویر والرین بر سکه‌اش

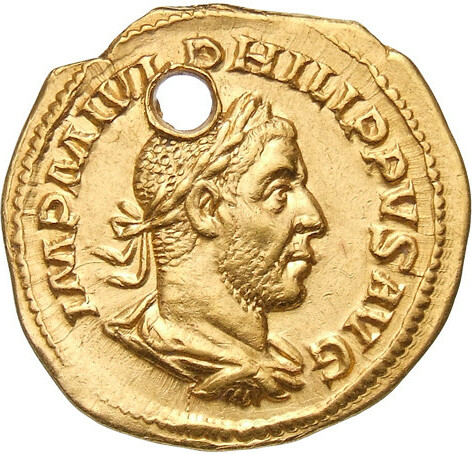
تصویر فیلیپ عرب بر روی سکه‌اش

پانورامای نقش رستم، گرفته شده توسط هرتسفلد

اما در آن سال مک دورمونت این فرضیه را رد کرد و گیرشمن و برخی دیگر نیز با وی هم‌آواز شدند. مک دورمونت متوجه شد که کردیاس اصلاً در تاریخ جنگ‌های شاپور که خودش بر کعبه زرتشت نقد کرده است نیامده و هیچ سکه‌ای از او در دست نیست و چنین شخصی در تاریخ روم به امپراتوری شناخته نمی‌باشد. زمان روی دادن درگیری میان شاپور و والرین محل اختلاف است و تاریخ‌دانان به سال ۲۵۸، ۲۵۹ و حتی ۲۶۰ میلادی اشاره کرده‌اند. از سوی دیگر، شاپور در شرح جنگ‌هایش از سه امپراتور رومی نام می‌برد: گردیان جوان که کشته شد، فیلیپ عرب که به درخواست صلح آمده و پانصد هزار سکهٔ زرین باج داد و والرین که گرفتار شده و در نقوش شاپور هم سه امپراتور را نموده‌اند؛ امپراتوری جوان که زیر پای اسب شاپور به خاک افتاده (در دارابگرد و بیشاپور) و بنابراین گردیان است؛ امپراتوری که مچ دستش را شاپور گرفته و بنا بر رسم کهن، گرفتن مچ دست علامت اسیر کردن بوده همان والرین می‌باشد.
چیزی که استدلال مک دورمونت را تأیید می‌کرد این بود که سکه‌های والرین او را بی ریش نشان می‌دهد و فرد ایستاده که شاپور مچش را گرفته (یعنی اسیرش کرده) نیز بی ریش است، در حالی که سکه‌های فیلیپ عرب او را با ریش کوتاه و مجعدی می‌نمایند و آنکه در پیش شاپور زانو زده نیز درست همین نوع ریش را دارد. به علاوه گردن والرین روی سکه‌ها بسیار ستبر است و فرد ایستاده از کنار اسب شاه نیز گردن ستبر دارد.
نظریه مک دورمونت توسط والتر هینتس، ژان گاژه، هوبرتوس فون گال و مانفرد راین رد شده است. آن‌ها قیصر زانو زده را والرین و قیصر ایستاده را فیلیپ عرب می‌دانند. در رد نظر مک دورمونت این دلایل آورده شده است:
۱- این موضوع از نخست غیرممکن است که در نگاره‌ها، والرین که شکست فاحش تری داشته است، با تحقیر کمتری به نمایش درآمده باشد. در عوض آن قیصری که با شاپور دوستانه به کنار آمده است، یعنی فیلیپ عرب، در وضعیتی تلخ و حالت زانو زده. به این موضوع ژان گاژه نیز با تأکید پرداخته است: «آیا می‌توان به سادگی پذیرفت که از سه امپراتور شکست خورده از شاپور یکم، والرین که بار منفی بیشتری داشت، کمتر از آن دو دیگر امپراتور رومی در برابر شاپور تحقیر شده باشد؟»
۲- به نظر مک دورمونت که دلیلش تکیه بر سکه دارد، پیکرتراش نگاره به هنگام کار سکه‌هایی را برای مدل در دست داشته است. اما بنا به نظر والتر هینتس این برداشت دست کم دربارهٔ والرین خیلی مشکوک است. چون قیصر سال‌ها پس از ۲۶۰ میلادی در ایران در اسارت به سر برد. در اینباره دلیل اصلی مک دورمونت این است که والرین در سکه‌ها بدون ریش آمده است و چون قیصرِ ملتمسِ نگاره‌ها ریش دارد، پس نمی‌تواند والرین باشد. بر عکس چنین پیداست که قیصر ایستاده ریش ندارد و از همین روی می‌تواند والرین باشد. هر دو نظر اشتباه است. نه والرین همواره و در همهٔ سکه‌هایش بدون ریش است و نه قیصر ایستاده در نگارهٔ نقش رستم. والرین بیش تر در سکه‌های ضرب شهرستان‌ها ریش دارد (هوبرتوس فون گال مرا متوجه این هنجار کرد). مالالاس مورخ بیزانسی حتی می‌گوید که والرین ریشی انبوه داشته است. به این ترتیب-همان گونه که از پیش معمول بود- برای این که قیصر ملتمس در نگاره‌های شاپور را والرین بخوانیم، مانعی نیست.
۳-از سوی دیگر تاکنون چنین به نظر می‌رسید که قیصر ایستاده بدون ریش است. در نگارهٔ داراب این جور پیداست. در نگارهٔ ۲ بیشاپور واقعیت روشن نیست. در نگارهٔ ۳ بیشاپور به سبب آسیبی که نگاره دیده است چیزی را نمی‌توان تشخیص داد. در نقش رستم هم چنین به نظر می‌رسد که قیصر ایستاده ریش ندارد. تا بالاخره «تِلِه اُبجِکتیو» روشن کرد که قیصر ایستاده ته ریش دارد. مثل این که در میدان نبرد چند روزی نتوانسته است ریش خود را بتراشد.
۴- در دهم آوریل ۱۹۶۷ والتر هینتس و مانفرد راین متوجه ته ریش فیلیپ عرب در تندیس نیم تنهٔ او در واتیکان شدند، که کاملاً با نگارهٔ قیصر ایستاده در نقش رستم برابری می‌کند. در حقیقت این برابری را نمی‌توان انکار کرد. فیلیپ عرب برخلاف ریش آرایش شدهٔ والرین، در مقامِ قیصرِ سربازان، نوعی ته ریش نظامی دارد. این واقعیت، هم در نگارهٔ نقش رستم پیداست و هم به وضوح در تندیس او در واتیکان.
۵- جز این هم، اگر بگذریم از نوک افزودهٔ بینی در تندیس واتیکان که بیش تر شبیه بینی رومی هاست تا از آن عربی مانند فیلیپ عرب، تشابه میان نگاره و تندیس به گونه‌ای چشمگیر بسیار است. هم در نگاره و هم در تندیس، پیشانی قیصر نسبتاً کوتاه است و در هر دو جا شیار عمیقی است که از پره بینی تا به کنار دهان امتداد دارد. در یک کلمه: قیصر ایستاده در نقش رستم و به این ترتیب در همهٔ نگاره‌های پیروزی شاپور فیلیپ عرب است.
در پشت سر شاپور در حدود سال ۲۸۰ میلادی، سنگ‌نگاره و نبشته کرتیر را به دستور کرتیر موبد موبدان کنده‌اند.

### بهرام دوم و درباریان

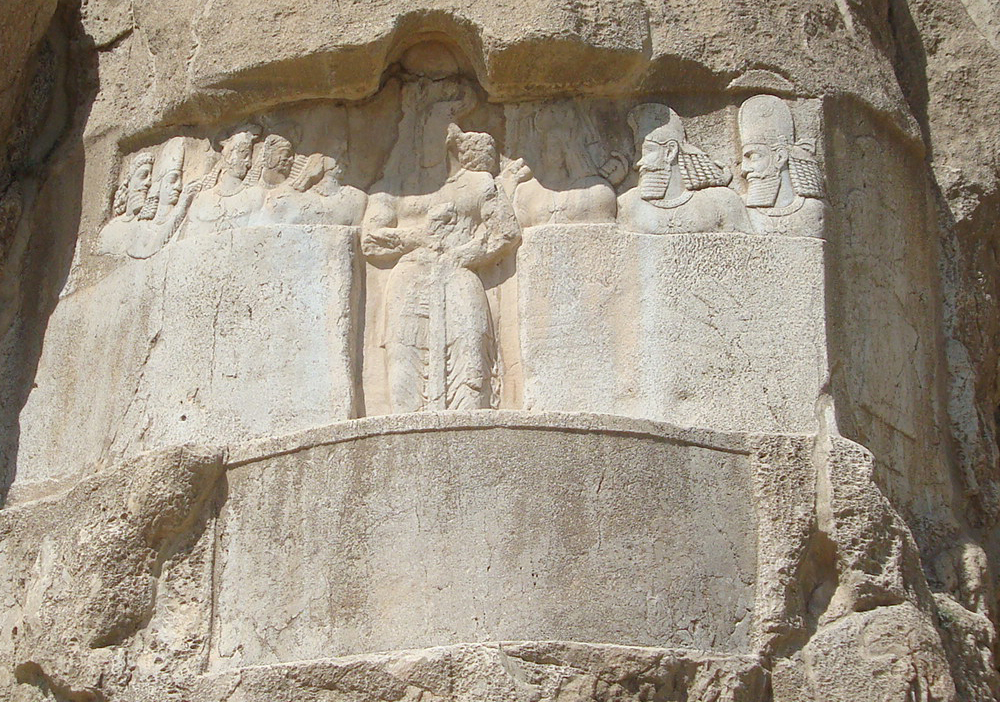
سنگ‌نگاره بهرام دوم و درباریان

سنگ‌نگاره بهرام دوم و درباریان که از سنگتراشی‌های بسیار دیدنی و زندهٔ دورهٔ ساسانی است، در کنار نقش اهورامزدا و اردشیربابکان قرار دارد که بر روی یک سنگ نگارهٔ ایلامی‌کنده شده و دارای ۵ متر طول و ۲٫۵ متر عرض است. در وسط این نقش، بهرام دوم که به‌صورت تمام قد ایستاده و رو به چپ دارد، نقش شده و سه نفر به حالت نیم‌تنه در پشت سر او، و پنج نفر دیگر بازهم به حالت نیم‌تنه در جلوی روی بهرام به تصویر کشیده شده‌اند که همه‌شان شاه را می‌نگرند و انگشت سبابهٔ دست راست را به حالت احترام به‌سوی او دراز کرده‌اند.
در سمت چپ، خانوادهٔ شاهنشاهی قرار دارد که نگاه بهرام به‌سوی آن‌هاست و نفر نخست پس از وی، ملکهٔ بهرام دوم یعنی شاپور دختک است و پس از شهبانو، دو شاهزاده قرار دارند که هر دو بدون ریش و جوان هستند؛ شاهزاده‌ای که کنار شهبانو است می‌تواند بهرام سوم باشد. نفر چهارم در سمت چپ، که نشان قیچی بر کلاه دارد، کرتیر است و آخرین نفر هم نرسی است که پس از بهرام سوم به تخت نشست. نرسی در این تصویر از این نظر که برخلاف دیگر کسان کلاه بر سر ندارد، متمایز است. موی او همانند موی شاه در پشت سر جمع شده اما ریشش شکل ریش دو مرد قرار گرفته در سوی راست شاه را دارد. دست او به نشانه احترام به سوی شاه دراز نشده و این نه به خاطر کمبود جا، که نشانه‌ای بوده است از دوری نسب خانوادگی او به شاه. از هویت و نام نفرات سمت راست و پشت سر بهرام، اطلاعی در دست نیست.

### سنگ‌نگاره پیروزی بهرام دوم

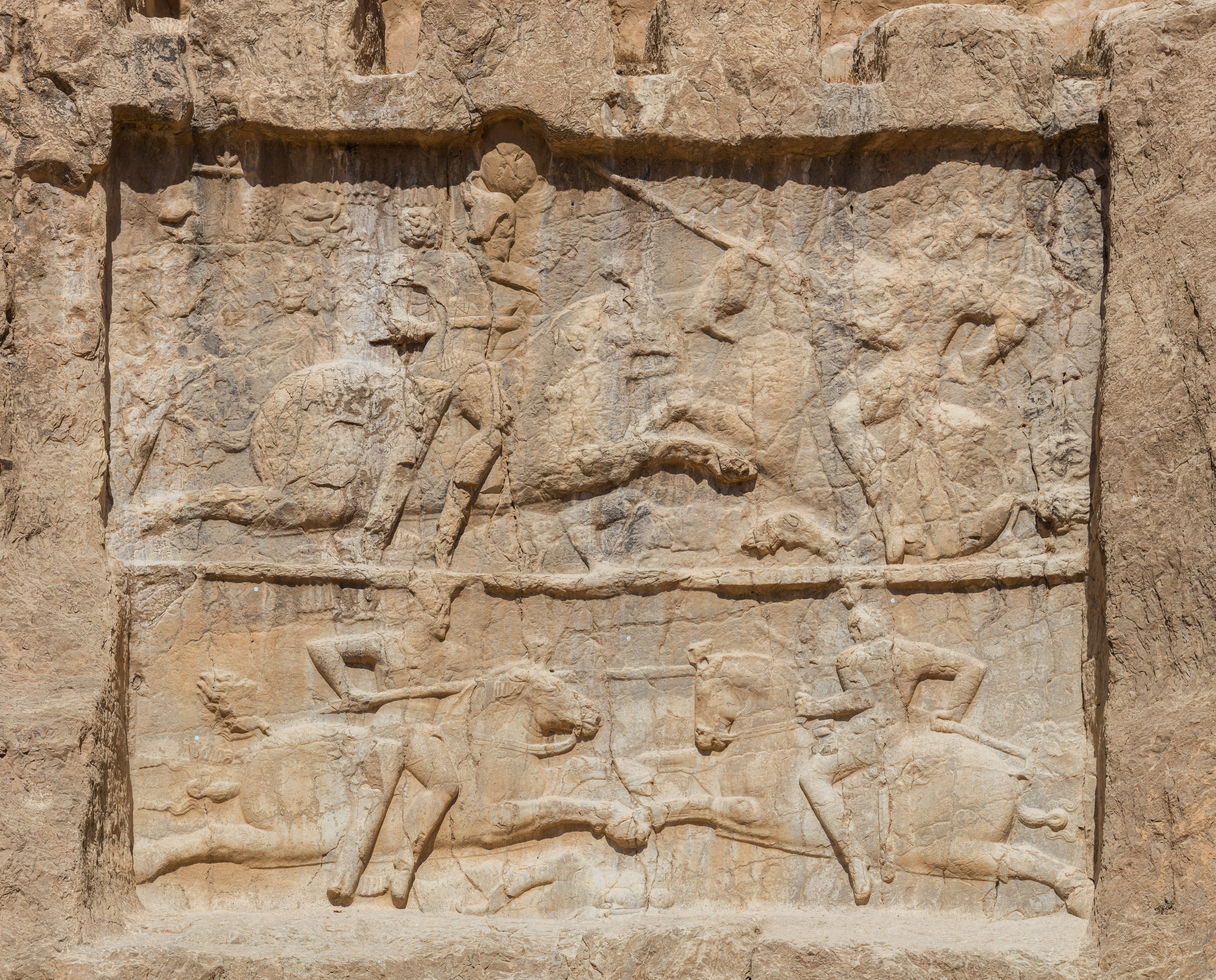
سنگ‌نگاره‌های بهرام دوم و سوم (؟)

سنگ‌نگاره پیروزی بهرام دوم شامل دو سنگتراشی بزرگ و بسیار آسیب‌دیده از دوره ساسانی است که در زیر آرامگاه داریوش بزرگ جای دارد. هر دو صحنه، نبرد پادشاهان اسب سوار را نشان می‌دهد که دشمنان خود را نگونسار کرده‌اند.
نقش بالایی ۷ متر درازا و سه متر ارتفاع دارد و در آن، نبرد پیروزمندانهٔ بهرام دوم با دشمنی که هویتش مشخص نیست را نشان داده است. بهرام در سوی چپ تصویر قرار دارد و در پشتش نشانه‌های یک پرچم دیده می‌شود. شاه لباسی پر زرق و برق دارد و با دست راست نیزه درازی را به سوی سینه یا گردن دشمن سوار بر اسب گرفته. سر دشمن سواره رو به عقب قرار گرفته گویی که نیزه شاه با آن برخورد کرده. دشمن دیگری نیز در زیر پای راست اسب شاه قرار گرفته و مرده به نظر می‌رسد.
در پایین این نقش و متصل به آن، نقشی به درازای ۶٫۷۰ متر و عرض ۲٫۳۵ متر تراشیده شده که از هر لحاظ با نقش بالایی ارتباط دارد و به‌همین جهت، آن را به بهرام دوم منسوب کرده‌اند. اما اشمیت احتمال داده که نقش پایینی به بهرام سوم که چهار ماه سلطنت کرد، تعلق داشته باشد. او دلیل این احتمال را آن ذکر می‌کند که قهرمان این نگاره شاهزاده‌ای بی‌ریش است که نشان شاهی بر تاج یا دیگر نشان‌های ویژه‌ای ندارد، با این حال از روی لباس می‌توان او را متعلق به خاندان پادشاهی دانست. همزمانی ساخت هر دو نگاره در دوران فرمانروایی بهرام دوم نیز از دیگر دلایلی است که می‌توان نقش دوم را متعلق به ولیعهد بهرام دوم دانست.

### آناهیتا و نرسی

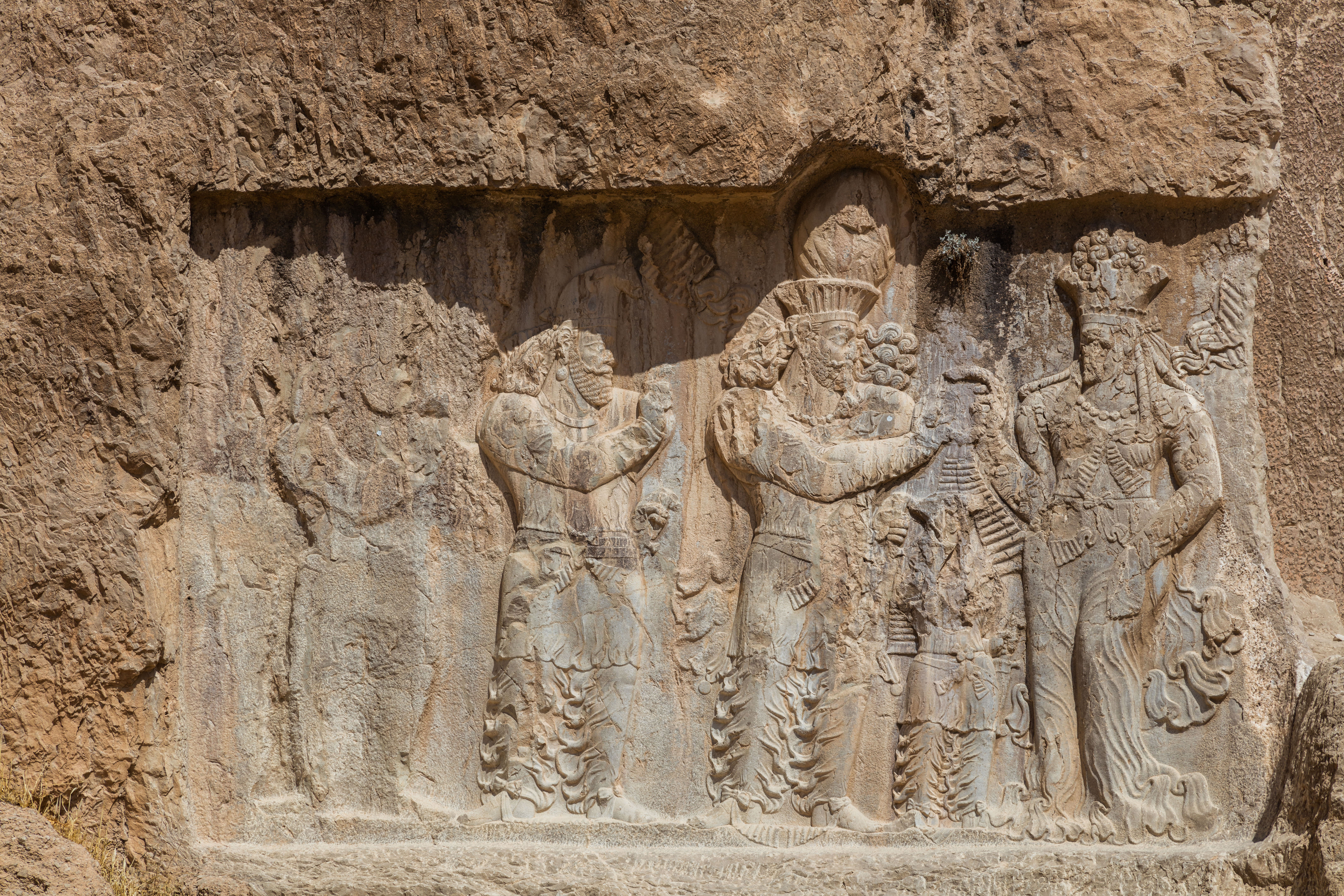
سنگ‌نگاره آناهیتا و نرسی

سنگ‌نگاره آناهیتا و نرسی یکی از زیباترین نقوش بازمانده از دورهٔ ساسانی است که نرسی چگونگی تاجگذاری و سلطنت خود را نشان می‌دهد. در این نقش، نرسی تاجی بسیار شکیل بر سر دارد و دست چپش را دراز کرده و حلقه‌ای را از آناهیتا، ایزدبانوی آب، باروری و جنگاوری، ستانده است به عقیدهٔ برخی همچون هرتسلفد، این حلقه، حلقهٔ اتحاد است و به دیدگاه علی سامی، این حلقه، همان تاج پادشاهی‌ست. شاهنشاه که ریش بلندش از حلقه گذشته، نیم‌تنهٔ تنگی به‌تن کرده و کفش‌هایش به‌وسیلهٔ روبان‌های ظریف و زیبایی به یکدیگر پیوند داده شده‌اند. پشت سر او، یکی از بزرگان به حالت احترام ایستاده است و در جلوی شاه، نقش کودکی حجاری شده که شاید تصویر هرمز دوم، ولیعهد نرسی باشد.
آناهیتا تاج کنگره‌دار سرگشاده بر سر نهاده و موهای بلند و پرچین و شکنش را در بالا و روی شانه‌ها بافته است، چین‌های لباسش، حالتی بسیار باوقار به ایزدبانو داده است.

### نبرد هرمز دوم و نقش نیمه‌تمام آذرنرسه

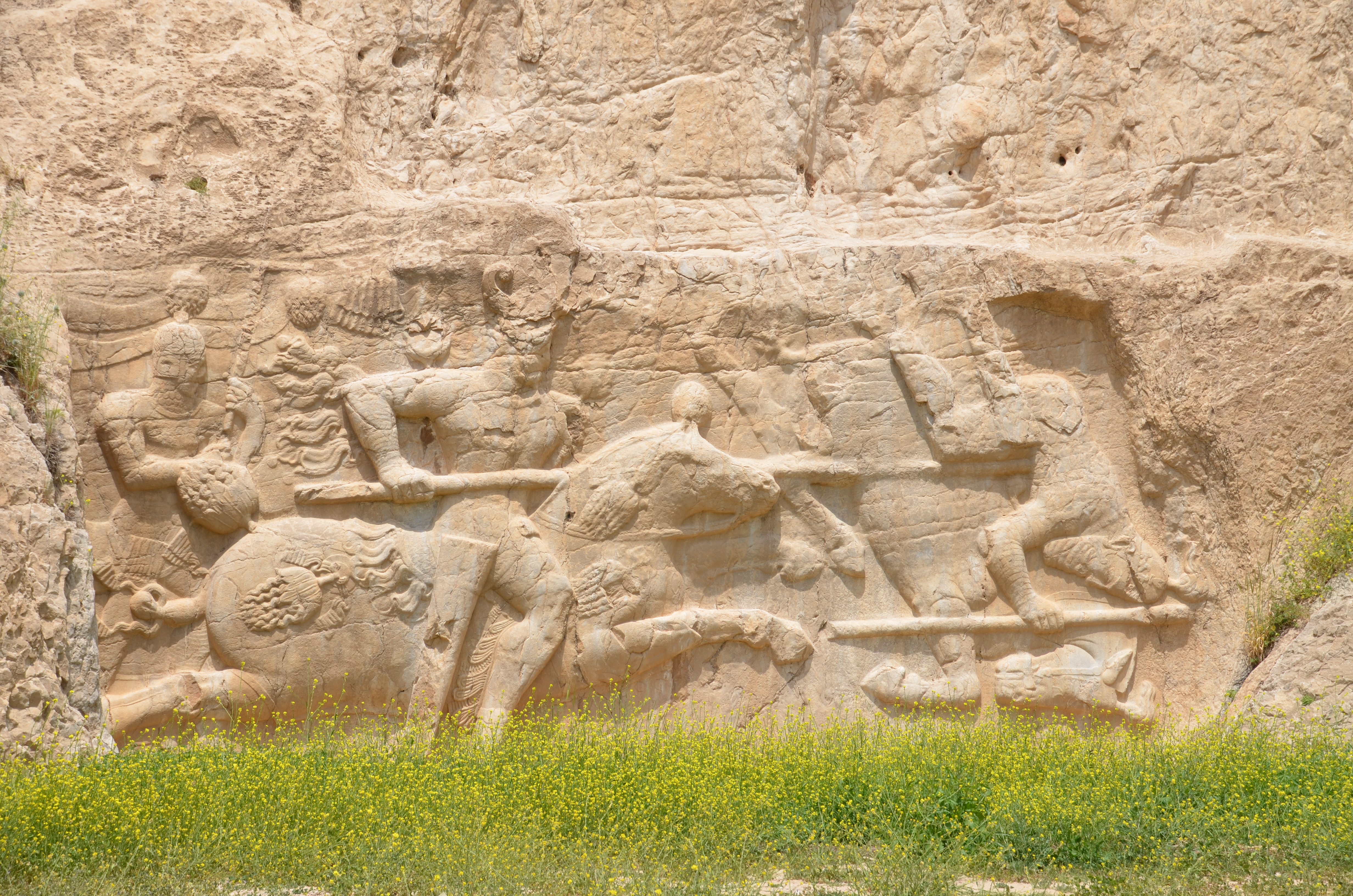
سنگ‌نگاره نبرد هرمز دوم.

سنگ‌نگاره نبرد هرمز دوم در زیر آرامگاه اردشیر یکم و سنگ‌نگارهٔ نیمه‌تمام آذرنرسه قرار دارد. این نقش ۸٫۴۰ متر بلندی و ۴ متر پهنا دارد و توسط اشمیت از زیر خاک بیرون آورده شد. در این نقش، هرمز دوم که سوار بر اسب است، دشمن زره‌پوش سوارکار را سرنگون کرده و نیزهٔ بلندی در شکمش فرو برده است. چهره و تاج شاهنشاه آسیب دیده اما بخشی از تاج و برجستگی کروی‌شکل آن به‌خوبی پیداست و از روی سکه‌های کتیبه‌دار و ظروف، می‌دانیم که این شخص هرمز دوم است.
درست در بالای نقش نبرد هرمز دوم، مجلسی حجاری شده است که برای بخش پایینی آن، لبهٔ بالایی صحنهٔ نبرد هرمزد دوم را کمی از میان برده و آنطور که اشمیت متوجه شده، این امر دلالت بر آن دارد که نقش بالایی جدیدتر است و چون نقش برجسته را ناقص گذارده‌اند، پیداست که فرصت نبوده تا آن را تمام کنند. به همین دلیل این سنگ‌تراشی به آذرنرسه، پسر هرمز دوم که تنها چند ماه پادشاهی کرد و در سال ۳۰۹ میلادی توسط بزرگان از سلطنت خلع شد، تعلق دارد.
جزئیات نقش بسیار خراب شده اما می‌توان تصویر پادشاهی با ریش که بر تخت شاهی نشسته است و دستانش را بر شمشیر یا عصایی گذاشته، تشخیص داد. اثری از دو نفر که در دو جانب پادشاه قرار دارند نیز معین شده است. از این جهت این نقش همانند نگاره بهرام دوم است.

### نبرد شاپور دوم

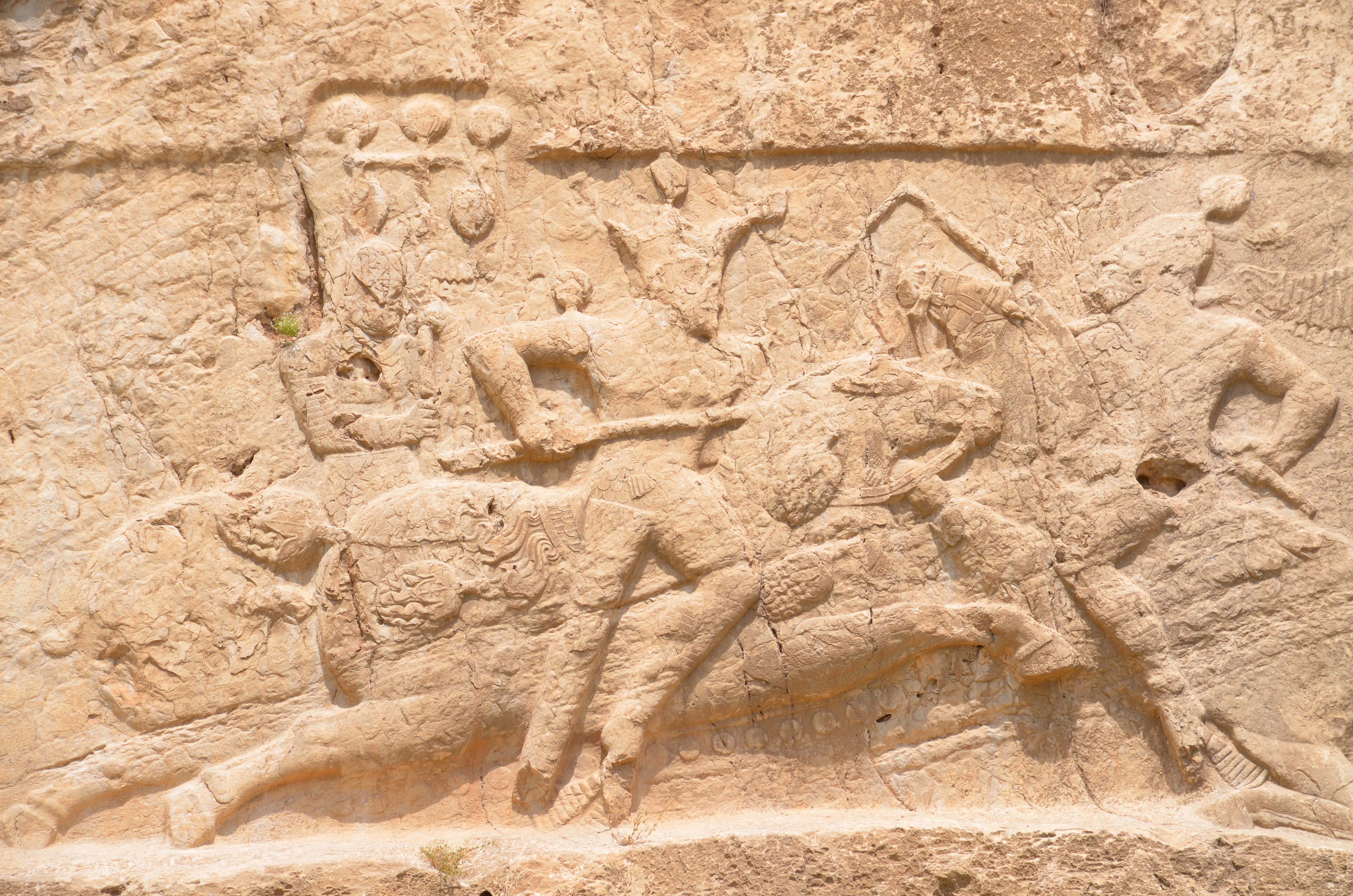
سنگ‌نگاره نبرد شاپور دوم

در زیر آرامگاه داریوش دوم صحنهٔ نبردی کنده‌کاری شده که ۷٫۶۰ متر طول و در حدود ۳ متر عرض دارد و سوار تاجداری را نشان می‌دهد که نیزهٔ بلندی را در گردن دشمنی اسب‌سوار فروکرده است. تاریخ و پیشینهٔ این نقش و هویت شاه پیروزمند، مشخص نیست؛ اما هنینگ و اشمیت آن را متعلق به دورهٔ شاپور دوم می‌دانند چون با آنکه شکل تاج شاه آسیب دیده است، هنوز کنگره‌های آن را می‌توان تشخیص داد و شباهت آن با تاج شاپور دوم انکارکردنی نیست؛ همچنین اندازهٔ اسب‌ها برخلاف معمول، بسیار بزرگ نشان داده شده‌اند و همین، تعلق این اثر به دورهٔ بهرام دوم را ثابت می‌کند.
در این نقش، شاه در سوی چپ قرار گرفته و در پشتش سواره دیگری نشانی را حمل می‌کند. جزئیات اسب شاه درست همانند اسب هرمز دوم است و زیورآلاتی بر سر، گردن، و زیر شکم آن آویخته شده‌اند. شاه با دست راست خود نیزه درازی گرفته که به درون گردن دشمن وارد می‌شود و آن را سوراخ می‌کند. از روی سرپوش دشمن و زیور آویخته به آن می‌توان پی برد که او از خاندانی پادشاهی است. اسب او به نشانه تأثیر از ضربه اسب شاه، بر روی پاهای عقبی افتاده و سر رو به بالا دارد.

### صفحهٔ تراشیدهٔ بی‌نقش

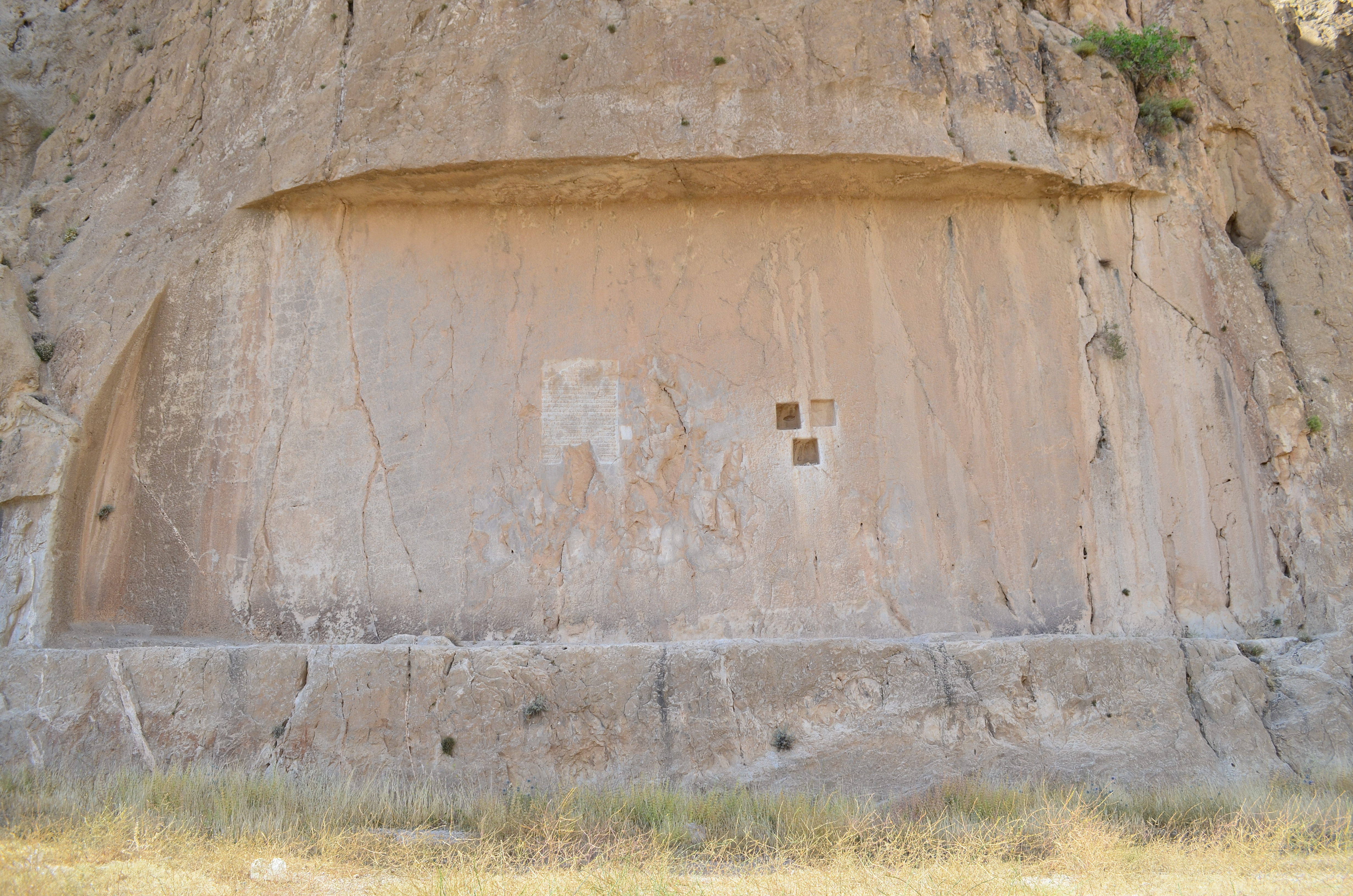
صفحه تراشیده نقش رستم

در غرب سنگ‌نگاره آناهیتا و نرسی، بخش بزرگی از کوه به صورت صفحه‌ای مستطیلی، به طول ده متر و ارتفاع ۵ متر به منظور ایجاد نقش، تراشیده شده اما تا سال ۱۸۲۱ میلادی هیچ اثری بر آن کنده نشده بود. این صفحه چنان باشکوه و عمیق تراشیده شده، که آماده‌کردنش تنها از عهدهٔ یک پادشاه بزرگ و توانگر برمی‌آمده است و شیوهٔ تراش آن به صفحهٔ فرهادتراش در بیستون که آن هم ناتمام مانده، شباهت بسیار دارد. هردوی این صفحات تراشیده شده را به خسرو پرویز منتسب کرده‌اند و احتمال داده می‌شود که وی قصد داشته نقش بزرگی از تاجگذاری یا صحنهٔ پیروزی‌هایش بر رومیان را بر این صفحات نقش کند اما در پایان پادشاهی‌اش که از هراکلیوس، امپراتور بیزانس شکست خورد، دیگر تراشیدن نقوش مناسبتی نداشت و هر دو صحنه ناتمام باقی ماندند.
در سال ۱۸۲۱ میلادی (۱۲۳۷ قمری)، یکی از مالکان محلی دستور داد تا قبالهٔ ملک حاجی‌آباد را به نام او با خط فارسی نستعلیق در بیست و چهار سطر، در میان صفحهٔ تراشیده شده نقش کنند.